# Listrognathus albomaculatus
Listrognathus albomaculatus är en stekelart som först beskrevs av Cresson 1864.  Listrognathus albomaculatus ingår i släktet Listrognathus och familjen brokparasitsteklar. Utöver nominatformen finns också underarten L. a. sagax.